# Heritage Foundation
A The Heritage Foundation é um think tank conservador norte-americano com sede em Washington, DC. A missão da fundação Heritage é "formular e promover políticas públicas conservadoras de livre mercado, governo limitado, liberdade individual, valores tradicionais e uma forte ênfase na defesa nacional".
A fundação assumiu o papel de liderança do movimento conservador durante a presidência de Ronald Reagan, cujas políticas vieram do estudo político intitulado Mandate for Leadership. Desde então a Heritage Foundation continuou a ter uma influência significativa nas políticas públicas americanas e é considerada uma das mais influentes organizações conservadoras de pesquisa nos Estados Unidos.

## Atividades
A Heritage Foundation é considerada um dos think tanks mais influentes do mundo. O relatório de 2020 do Global Go To Think Tank Index Report classifica a Heritage em sexto lugar entre os "dez principais think tanks dos Estados Unidos" e em décimo terceiro lugar em todo o mundo.
A Heritage publicou, em 1981, um livro de análises de políticas públicas, Mandate for Leadership, que apresenta recomendações específicas sobre políticas, orçamentos e ações administrativas para todos os departamentos do Poder Executivo dos Estados Unidos. A Heritage Foundation também publica The Insider, uma revista trimestral sobre políticas públicas. Até 2001, a Heritage Foundation publicava a revista de políticas públicas Policy Review; a revista foi posteriormente adquirida pela Hoover Institution. De 1995 a 2005, a Heritage Foundation administrou o site conservador Townhall.com, que foi posteriormente adquirido pela Salem Communications, sediada em Camarillo, na Califórnia.
Sob a liderança de Jim DeMint, o processo de publicação de artigos de políticas mudou na Heritage Foundation. Enquanto os membros seniores anteriores revisavam os artigos de política escritos por autores, DeMint e sua equipe editavam pesadamente os artigos de política ou os arquivavam. Em resposta a isso, vários estudiosos da fundação renunciaram.
A Heritage publica anualmente o Index of Economic Freedom, que mede a liberdade de um país em termos de direitos de propriedade e liberdade de regulamentação governamental. Dentre os fatores utilizados para calcular a pontuação do Índice estão corrupção no governo, barreiras ao comércio internacional, imposto de renda e taxas corporativas, despesas governamentais, Estado de direito e a capacidade de fazer cumprir contratos, encargos regulatórios, restrições bancárias, regulamentações trabalhistas e atividades do mercado negro. Um acadêmico britânico, Charles W. L. Hill, após discutir a mudança internacional em direção a um sistema econômico baseado no mercado e o Index of Economic Freedom da Heritage Foundation, afirmou que "dado que a Heritage Foundation tem uma agenda política, seu trabalho deve ser visto com cautela".

### Negacionismo de mudanças climáticas
A Heritage Foundation rejeita o consenso científico sobre as mudanças climáticas. A Heritage Foundation é uma das muitas organizações de negacionismo de mudanças climáticas a serem financiadas pela ExxonMobil. A Heritage Foundation criticou veementemente o Protocolo de Quioto para conter as mudanças climáticas, afirmando que a participação americana no tratado resultaria em "menor crescimento econômico em cada estado e em quase todos os setores da economia". A fundação estimou que o projeto de lei de 2009 de comércio de emissões, o American Clean Energy and Security Act, resultaria em um custo de US$ 1.870 por família em 2025 e US$ 6.800 até 2035; por outro lado, o apartidário Escritório de Orçamento do Congresso estadunidense projetou custos de apenas US$ 175 para a família média em 2020.

### Oposição a direitos transgênero
A Heritage Foundation envolveu-se em algumas atividades em posição a direitos transgênero, inclusive dar espaço para eventos contrários aos direitos de pessoas transgênero, desenvolvendo e apoiando legislações contrárias aos direitos transgênero, e fazendo afirmações sobre os cuidados de saúde a jovens transgênero e taxas de suicídio baseada em pesquisa interna, em contradição a descobertas em estudos científicos validados por pares.